# Schwarzenbach an der Saale
Schwarzenbach an der Saale, Schwarzenbach a.d.Saale – miasto w południowo-wschodnich Niemczech, w kraju związkowym Bawaria, w rejencji Górna Frankonia, w regionie Oberfranken-Ost, w powiecie Hof. Leży w Smreczanach, nad rzeką Soławą, przy drodze B289 i linii kolejowej Monachium – Drezno.
Miasto położone jest 10 km na południe od Hof i 48 km na północny wschód od Bayreuth.

## Dzielnice
W skład miasta wchodzą następujące dzielnice: Albertsberg, Baumersreuth, Birkenbühl, Fletschenreuth, Förbau, Förmitz, Götzmannsgrün, Hallerstein, Langenbach, Martinlamitz, Mittelschieda, Nonnenwald, Posterlitz, Quellenreuth, Stollen, Schwarzenbach a.d.Saale, Schwingen, Seulbitz, Stobersreuth i Völkenreuth.

## Demografia
| Rok  | Liczba mieszk. |
| 1970 | 9.768          |
| 1987 | 8.174          |
| 2000 | 8.260          |
| 2006 | 7.738          |

## Współpraca
Miejscowości partnerskie:
- Polanka Wielka, Polska
- Schwarzenbach, Austria
- Schwarzenbach – miejscowość w gminie Jonschwil, Szwajcaria